# Franz Ferweger
Franz Ferweger (* 3. Oktober 1758 in Graz; † 29. April 1830 in Aussee) war ein österreichischer Salinenarzt und der erste studierte Arzt Bad Aussees.

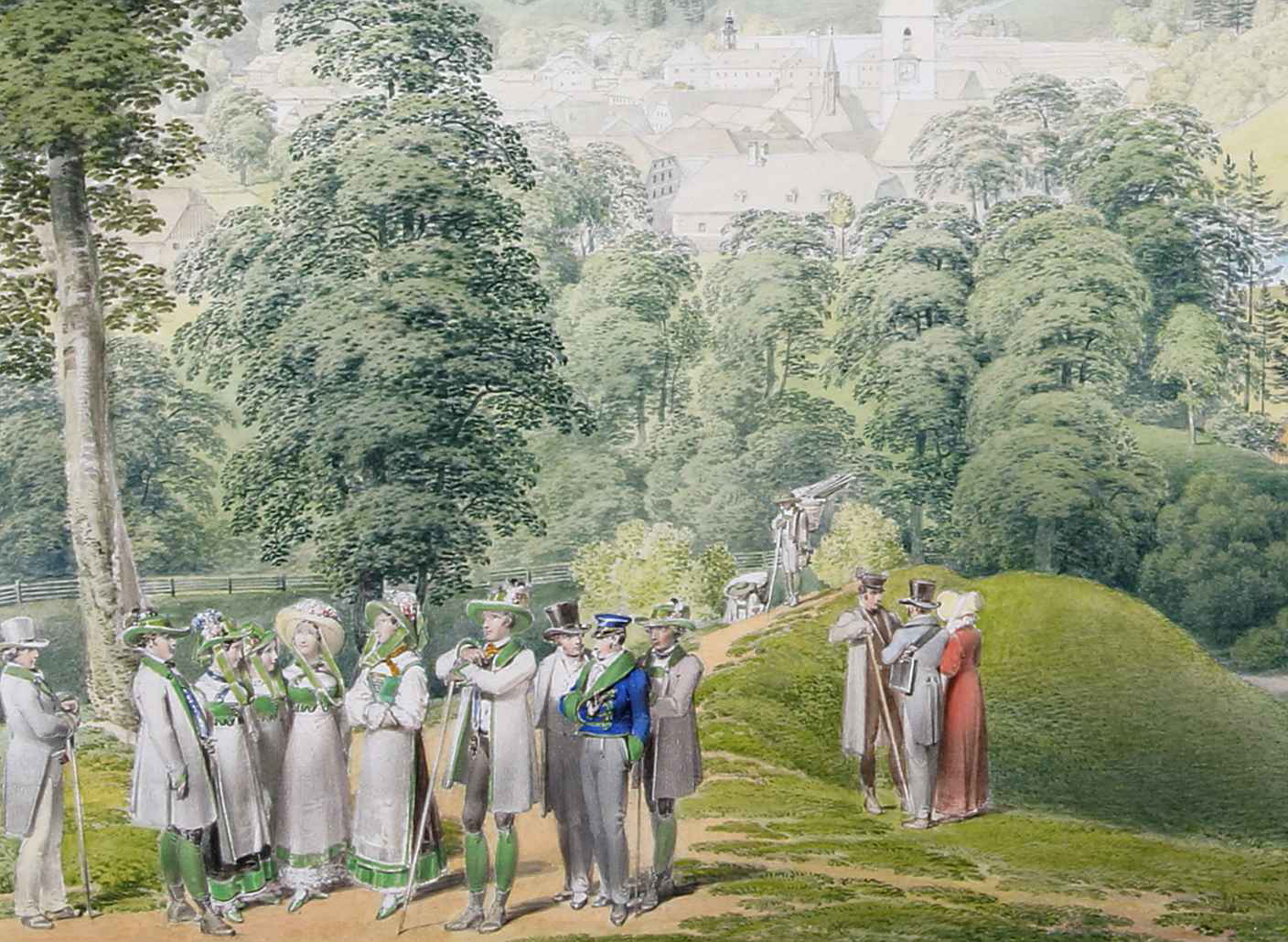
Matthäus Loders Bild „Abschied bei Aussee“ (1822) zeigt im Ausschnitt Dr. Ferweger in modischer Kleidung mit Zylinder gleich rechts neben Erzherzog Johann.

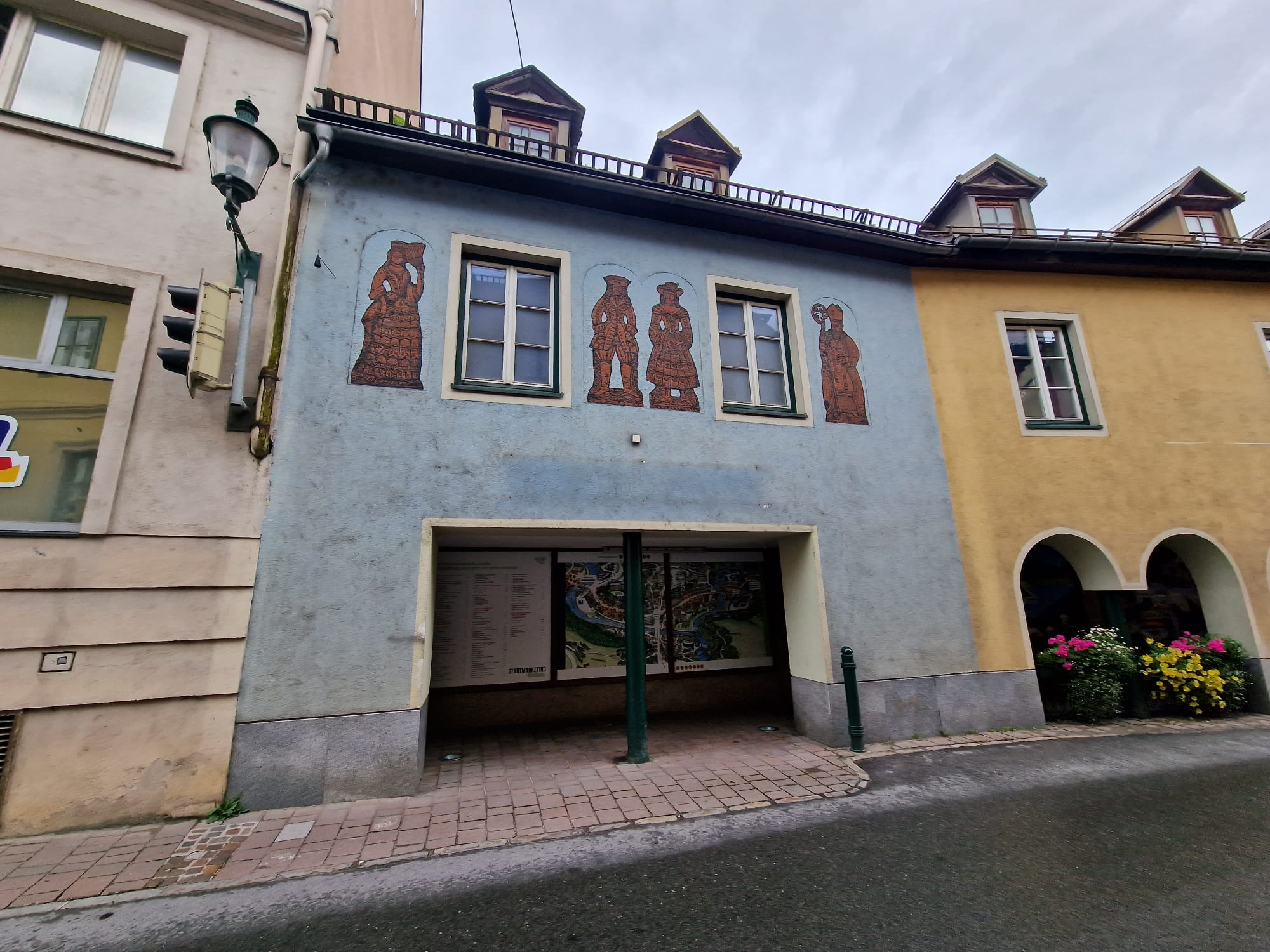
Foto vom alten Apothekerhaus in Aussee, Ferwegers Sterbeort.

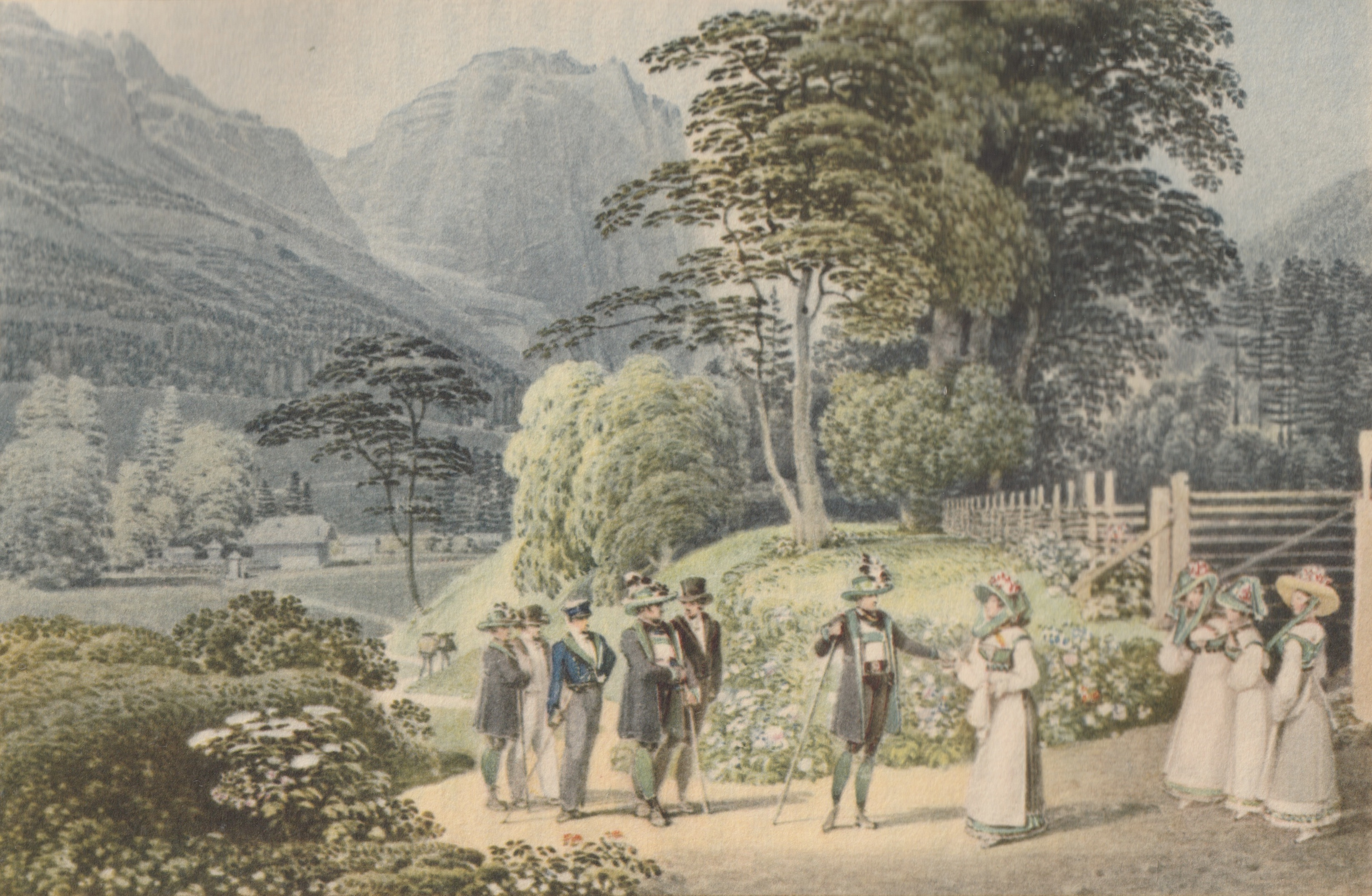
Das Aquarell "Der Abschied am Gatter ober der Traunmühle" zeigt Ferweger (zweiter von links) als Teil der Gefolgschaft von Erzherzog Johann, der mit Anna Plochl spricht

## Leben und Wirken
Ferweger studierte in Wien Medizin und wurde dort am 6. Oktober 1787 zum Doktor der Medizin promoviert. Am 14. Februar 1820 heiratete er im Alter von 61 Jahren die Tochter des Salzoberamtmanns Maximilian Kner. Dieser Ehe entstammen die Kinder Leopold und Marie.
1794 kam Ferweger als erster Doktor med. nach Aussee. Bisher hatten nur Bader und Wundärzte über die Gesundheit der Ausseer Bevölkerung gewacht. Er wurde zum Salzoberamtsassessor und Kammeral-Physicus ernannt und war als Referent in Pensions-, Provisions- und Sanitätssachen tätig.
Während des zweiten Koalitionskrieges besetzten französische Truppen 1801 Aussee und forderten eine hohe Kontribution. Ferweger wurde deswegen zum französischen Oberkommando nach Salzburg geschickt, um mildere Bedingungen zu verhandeln. Er kehrte erfolgreich zurück.
Während der Schladminger „Ärzteprobleme“ im 18. Jahrhundert ist laut einer Aktennotiz der Berggerichts-Substitution Schladming zu entnehmen: „Leider ist das ganze Bergpersonal wieder der Willkür eines zwar examinierten, aber noch unpraktizierten, erst aus der Schule gekommenen jungen Menschen überlassen, wenn nicht in schweren Fällen der Cameral-Physikus von Aussee Dr. Ferweger geholt wird.“
Ferweger starb am 29. April 1830 im Apothekerhaus in Aussee. Er wurde in den Matriken als „der wohlgeborene und hochgelehrte k.k. Salzoberamtsrat, Doctor Medicinae und Kammergutsphysicus“ bezeichnet.

## Franz Ferweger und Erzherzog Johann
Franz Ferweger war ein guter Bekannter von Erzherzog Johann von Österreich. Die beiden lernten sich bei den Besuchen des Erzherzogs in Bad Aussee kennen. Laut dem Tagebuch von Erzherzog Johann war Ferweger auch beim ersten Zusammentreffen von Johann und Anna Plochl, im Jahr 1816, am Toplitzsee, dabei.
1821 war Erzherzog Johann als Brautführer des Pflegers zu Gstatt zu Gast in Öblarn. Er  nutzte die Hochzeit zu einer Begegnung mit seiner Herzensgeliebten Anna Plochl. Ferweger und seine Frau waren ebenfalls geladene Hochzeitsgäste. Die Öblarner Heimatdichterin Paula Grogger brachte diese Hochzeit als Theaterstück zu Blatt. Das Werk wird bis heute alle fünf Jahre mit mehr als 300 Laienschauspielern in Öblarn aufgeführt.

## Ehrungen
- Für seine Verdienste als Mitarbeiter des k. u. k. Hofrats Lenoble wurde Ferweger 1812 zum Salzoberamtsrat ernannt.[6][12]